# Johann Friedrich Hacker
Johann Friedrich Hacker (* 26. Juli 1666 in Schlaggenwald; † 15. November 1697 in Platten) war ein böhmischer Waldbereiter, Forst- und Bergmeister.

## Leben
Er stammte aus Schlaggenwald und war der Sohn des dortigen Bergwerkfaktors Caspar Hacker und dessen Ehefrau Catharina. Johann Friedrich Hacker wurde als Nachfolger von Paul Wenzel Seeling als kaiserlicher Waldbereiter in St. Joachimsthal, Platten und Gottesgab eingesetzt und war als Forstbeamter für die Aufsicht und Versorgung der kaiserlichen Wälder zuständig. Gleichzeitig war er Bergmeister des dortigen Bergamtes, das damals zu den bedeutendsten im Königreich Böhmen zählte.
Da er noch zu Lebzeiten seines Vorgängers diesem als Adjunkt zur Seite gestellt wurde, erging am 11. März 1693 vom kaiserlichen Obermünzmeisteramt in Prag die Verordnung: In Ansehung der fünfzigjährigen Dienstleistung von Paul Wenzel Seeling als Waldbereiter und auf Grund seines hohen Alters, soll sein designierter Nachfolger Johann Friedrich Hacker zur weiteren Dienstverrichtung nur eine halbe Jahresbesoldung von 137 Gulden beziehen dürfen, Seeling jedoch auf Lebenszeit die ganze Jahresbesoldung als Waldbereiter und Bergmeister von 275 fl. bewilligt werden. Erst nach dem Tod Seelings im gleichen Jahr erhielt Johann Friedrich Hacker die volle Besoldung als Waldbereiter und Bergmeister.
Hacker starb bereits im Alter von 31 Jahren nach kurzer Dienstzeit. Sein Sohn Franz Carl Hacker war ebenfalls langjähriger Bergmeister und Bergwerksvorsteher in Platten.

## Familie
Johann Friedrich Hacker heiratete 1693 in Platten die ebenfalls wie er aus Schlaggenwald stammende Anna Margaretha Meyer. Aus der gemeinsamen Ehe gingen die drei Söhne Franz Carl (1694–1753), Joseph Anton (* 1695) und Johann Leopold (* 1697) hervor. 